# 廖淮
廖淮（?—?），福建建宁縣人，清朝政治人物。同進士出身。
乾隆十年（1745年）乙丑科進士，擔任礼部主事。